# Tharon Mayes
Tharon Rex Mayes  (New Haven, Connecticut; 09 de septiembre de 1968 (56 años)) es un exjugador de baloncesto estadounidense. Con 1.91 de estatura, jugaba en la posición de escolta.

## Equipos
- High School. Hillhouse (New Haven, Connecticut).
- 1987-90 NCAA. Florida State University.
- 1990-91 CBA. Sioux Falls Skyforce.
- 1991 USBL. Liga de verano. New Haven Skyhawks.
- 1991-92 NBA. Philadelphia Sixers.
- 1991-92 CBA. Sioux Falls Skyforce.
- 1991-92 NBA. Los Angeles Clippers.
- 1991-92 CBA. Sioux Falls Skyforce.
- 1992-93 Liga de Bélgica. Castors Braine.
- 1993-94 CBA. Grand Rapids Hoops. Juega ocho partidos.
- 1993-94 CBA. Fargo-Moorhead Fever. Juega 28 partidos.
- 1994-95 ACB. Breogán Lugo.
- 1995-96 Liga de Alemania. Dragons Rhöndorf
- 1996 USBL. Liga de verano. Florida Sharks.
- 1996-97 Liga de Israel. Hapoel Tsfat. Juega siete partidos.
- 1996-97 CBA. Yakima Sun Kings.
- 1997-98 ACB. CB Granada.
- 1998-99 ACB. CB Murcia.
- 1999-00 Liga de Israel. Hapoel Holon.